# Paietă

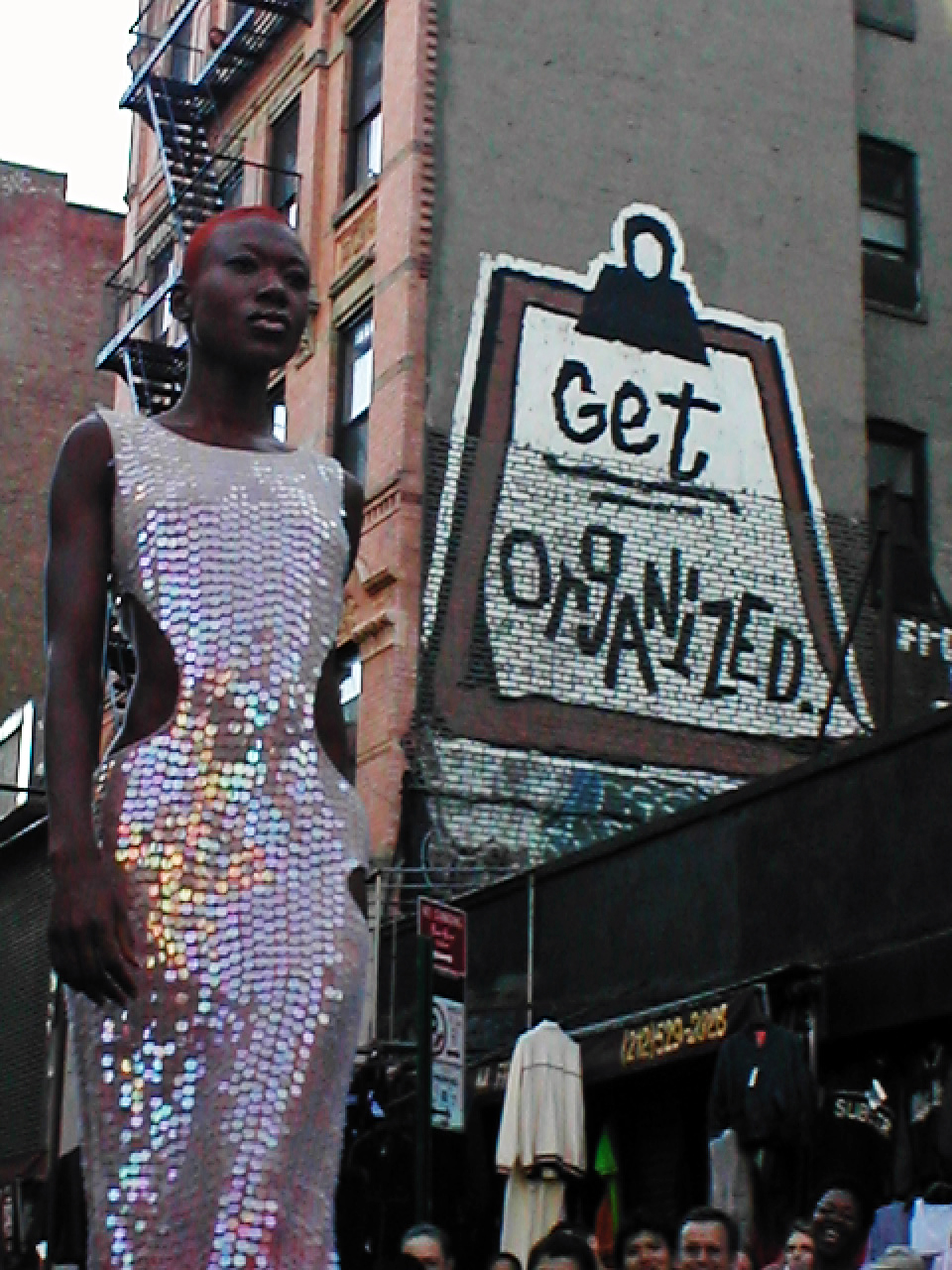
Rochie cu paiete

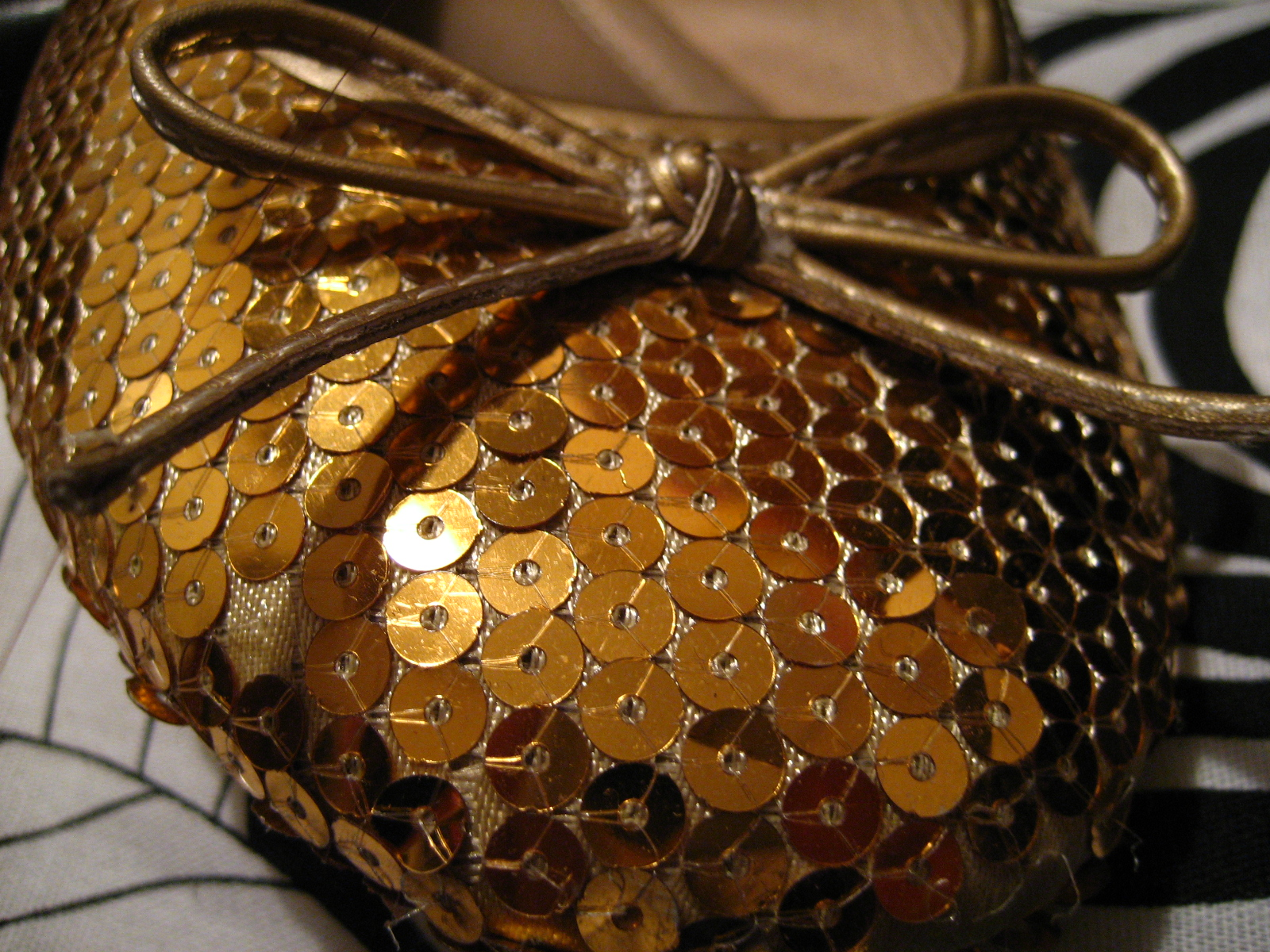
Paiete aurii pe un pantof

Paietele sunt mărgele în formă de disc, folosite in scop decorativ. Se găsesc într-o gamă variată de culori și forme geometrice. Sunt folosite la îmbrăcăminte, bijuterii și alte accesorii.